# HW Водолея
HW Водолея (лат. HW Aquarii) — одиночная переменная звезда в созвездии Водолея на расстоянии приблизительно 162 световых лет (около 50 парсеков) от Солнца. Видимая звёздная величина звезды — от +15,72m до +15,52m.

## Характеристики
HW Водолея — пульсирующий белый карлик, переменная звезда типа ZZ Кита (ZZA) спектрального класса DA. Эффективная температура — около 9302 К.